# Te Araroa
Te Araroa ist eine kleine Siedlung im Gisborne District auf der Nordinsel von Neuseeland.

## Namensherkunft
Te Araroa bezeichnet in der Sprache der Māori „den langen Pfad“.

## Geographie
Die Siedlung befindet sich rund 17 km westnordwestlich des East Cape und rund 104 km südwestlich von Opotiki an der nordöstlichen Küste zum Pazifischen Ozean. Gisborne, als Verwaltungsstadt des Distriktes, liegt rund 120 km südlich und ist nur über den New Zealand State Highway 35 zu erreichen, der westlich der Siedlung nach Süden abknickt. Die nächstgelegenen Siedlungen sind Hicks Bay, rund 8 km nordwestlich und Tikitiki, rund 18 km südlich. Östlich der Siedlung mündet der Awatere River in den Pazifischen Ozean.

## Bevölkerung
Das Gebiet um die Siedlung wird traditionell von dem Iwi Ngāti Porou bewohnt.

## Sehenswürdigkeiten
In der Siedlung befindet sich ein um die 600 Jahre alter Pohutukawa-Baum. Er gilt als der größte und älteste seiner Art in Neuseeland.

## Persönlichkeiten
- Apirana Ngata (1874–1950), Politiker maorischer Abstammung.